# Place Sylvain Dupuis
La place Sylvain Dupuis est une place du quartier d'Outremeuse à Liège en Belgique (région wallonne).

## Situation et description
Située en rive gauche de la Dérivation, cette petite place rectangulaire est avant tout un lieu fréquenté par les automobilistes qui, venant de la rue Méan ou du quai de la Boverie se dirigent vers le pont de Longdoz ou la rue Grétry (sens unique de circulation automobile). 
La place est l'extrémité d'une longue ligne droite d'Outremeuse (960 m) comprenant aussi la rue Méan, la place Delcour, la rue Jean d'Outremeuse, la place du Congrès et la rue Théodore Schwann.
Un côté de la place est occupé par la résidence Georges Simenon, immeuble haut de 78 mètres et comprenant 24 étages. Les autres immeubles de la place comptent chacun une dizaine d'étages. Les rez-de-chaussée sont à usage commercial (Horeca et autres).

## Odonymie
La place rend hommage à Sylvain Dupuis, musicien, chef d'orchestre, compositeur et pédagogue belge, né à Liège le 9 octobre 1856 et mort à Bruges le 28 septembre 1931.

## Histoire
Comme la rue Méan voisine, la voirie a été percée à partir de 1837 pour relier la place Delcour à la rue Grétry.

## Voiries adjacentes
- Rue Méan
- Quai de la Boverie
- Pont de Longdoz
- Rue Grétry